# Uderzenie (film)
Uderzenie (tyt. oryg. Goditja) – albański film fabularny z roku 1981 w reżyserii Niko Kanxheriego.

## Opis fabuły
Film telewizyjny. Dyrektor przedsiębiorstwa, zajmującego się wydobyciem ropy naftowej poleca swoim pracownikom, aby przerwali wydobycie z uwagi na wysoki stopień zagrożenia wybuchem. Grupa pracowników, na czele z Gencim sprzeciwia się decyzji dyrektora uznając, że najważniejsze jest utrzymanie dotychczasowego poziomu wydobycia. Robotnicy przejmują kontrolę nad przedsiębiorstwem i kontynuują pracę mimo zagrożenia.

## Obsada
- Merkur Bozgo jako Myfit
- Fane Bita jako Astrit
- Viktor Çaro jako Genci
- Sulejman Pitarka jako Halit
- Guljelm Radoja jako Agim
- Petrit Tuna jako Pajtim
- Albert Verria jako Faslli
- Niko Vrushi jako Hasan
- Violeta Dede jako Mira
- Pëllumb Deçolli jako Beni
- Sami Muço jako Tefik
- Ilia Shyti jako Sulo